# Юденко (фамилия)
Юденко — белорусская и украинская фамильная модель.
Образована от имени Юд с суффиксом -енко.

## Происхождение
1) Во времена Киевской Руси суффикс    
«-енко» у южных славян означал «маленький» или «сын такого-то». В XIII—XV веках немалая часть фамильных прозвищ, записанных на юго - западных землях (княжествах) Руси, была образована при участии этого суффикса. Позднее древний суффикс «-енко» перестал пониматься буквально и сохранился лишь в качестве фамильного, а в XVII столетии фамилии на «-енко» стали преобладающими на территории Поднепровской Украины и Мозырско-Речицкое Полесье Белоруссии. Так на основе прозвания Юд (Юда) и появилась фамилия Юденко.
2) так называемым «патронимическим» еврейским фамилиям, то есть к тем фамилиям, которые были образованы от мужских личных имен. Как правило, таким именем чаще всего служило имя отца или, реже, — деда. По звучанию подобной «патронимической» фамилии обычно достаточно легко определить, как именно звали главу данной семьи (то есть — первого носителя этой фамилии) в момент присвоения евреям фамилий.
Так образована и фамилия Юденко. Эта фамилия происходит от идишского имени Юда которое эквивалентно танахическому имени Иеhуда и переводится как — «восхваляющий бога». С другой стороны, фамилия образована от имени Юд образованного от слова «йуд», «йод» — так называется десятая буква еврейского алфавита. Окончания и суффиксы суффиксы «-енко» или «-ко» указывают на сыновние отношения первого носителя фамилии с человеком по имени Юд (Юда). Значит Юденко — «сын Юды (Иеhуды)».
Основой фамилии Юденко послужило библейское имя Иу́да (др.-евр. יהודה, Иеhуда́, «хвала Господу», «он восхваляет Господа», лат. Juda).

### Группа фамилий имеющие общее происхождение
Юд, Юдаков, Юданов, Юдасин, Юдашкин, Юделевич, Юделович, Юденко, Юденков, Юденич, Юдик, Юдикис, Юдиль, Юдин, Юдинцев, Юдис, Юдицер, Юдицкий, Юдич, Юдкевич, Юдкин, Юдов, Юдовин, Юдович, Юдолович, Юдрин, Юдчиц, Юдэ и некоторые другие.

## В российском дворянстве
В XIX веке представители фамилии входили в Списки дворянских родов, внесённых в Родословные книги Дворянского Депутатского собрания Курской, а также Оренбургской губернии Российской империи.

## В казачестве
Фамилия Юденко наряду с Манченко (Ман), Израитель, Жиденко, Жидовкин, Жидовец, (Моисей) Литвак, Мойсей, Шабас, Суботенко упоминается в казачьих реестрах среди казаков Запорожской Сечи еврейского происхождения. Представители фамилии отмечены в Реестре Запорожского войска 1649 г.